# Риверсајд (округ Стјубен, Њујорк)
Риверсајд (енгл. Riverside, Steuben County) град је у америчкој савезној држави Њујорк.

## Демографија
По попису из 2010. године број становника је 497, што је 97 (-16,3%) становника мање него 2000. године.
| Група             | 2000.       | 2010.       |
| Белци             | 571 (96,1%) | 466 (93,8%) |
| Афроамериканци    | 9 (1,5%)    | 15 (3,0%)   |
| Азијати           | 1 (0,2%)    | 0 (0,0%)    |
| Хиспаноамериканци | 7 (1,2%)    | 11 (2,2%)   |
| Укупно            | 594         | 497         |